# RIOT (VALSHEのアルバム)
『RIOT』（ライオット）は、VALSHEの4枚目のミニアルバム。2016年7月27日にビーイングから発売された。

## 概要
ViCTiMとしての活動中、相方のminatoの体調不良による活動休止に伴い、ソロ活動再開後として急遽、リリースすることになった。

## 批評
CDジャーナルは「独自の世界観を表現するVALSHEの完全復活の想いが込められている。「RIOT」に込められたストレートな心情とメッセージがとても生々しく、熱が直に伝わってくる」と評した。

## 収録曲

### CD
1. silencio
作曲：VALSHE　編曲：Shun Sato
2. RIOT
作詞・作曲：VALSHE　編曲：Shun Sato
3. COUNT DOWN
作詞：VALSHE・minato　作曲：doriko　編曲：G'n-
4. MONOLOGUE
作詞・作曲：VASLHE　編曲：Shun Sato
5. PANIC ROOM　
作詞・作曲：VALSHE　編曲：G'n-
6. RADICAL COASTEЯ
作詞：VALSHE　作曲：VALSHE・Shun Sato　編曲：Shun Sato
7. LUCKY DAY
作詞・作曲：VALSHE　編曲：Shun Sato

### DVD（初回限定盤のみ）
1. 「RIOT」MUSIC VIDEO
2. Making of 「RIOT」

### グッズ（Musing盤のみ）
1. 「EMERGENCY CODE:RIOT」MEMBER’s ARMBAND